# Natalia Cuello
Natalia Paola Cuello Cuello (Santiago de los Caballeros, República Dominicana, 29 de febrero de 1980) es una árbitro de baloncesto dominicana de la LNB.

## Trayectoria
Empezó a arbitrar en la Liga Nacional de Baloncesto de República Dominicana en 2006, y en 2008 se convirtió en la primera mujer árbitro con licencia de la Federación Internacional de Baloncesto (FIBA) en la República Dominicana.
Cuello ha actuado dirigido en todos los niveles del baloncesto dominicano, y el plano internacional impartió justicia en torneos preolímpicos femeninos (Brasil 2009, Colombia 2012 y Canadá 2015), pre Mundial femenino México 2014 y Colorado Spring 2015. También ha estado presente en Centrobasket Femenino (Puerto Rico 2011 y 2012), Centroamericanos y del Caribe, Veracruz 2014 así como en Campeonatos Mundiales Femeninos de Rusia o España.

## Temporadas
| Categoría | País                 | Año               |
| --------- | -------------------- | ----------------- |
| LNB       | República Dominicana | 2006 - Actualidad |